# Martial Lahaye
Pour les articles homonymes, voir Lahaye.
Martial Lahaye, né le 21 avril 1945 à Ypres et mort le 22 novembre 2020 dans la même ville, est un homme politique belge flamand, membre de VLD.
Il est breveté en assurances; administrateur de sociétés; gérant.

## Carrière politique
- Ancien conseiller communal d'Ypres.
- Député belge du 21 mai 1995 au 10 avril 2003.